# غير مكتنز الفخذ
غَيْر مُكْتَنِز الفَخْذ (الاسم العلمي: Apagomera)، جنس حشرات خنفسية من فصيلة خنافس طويلة القرون وفُصيلة خنافس طويلة القرون مسطحة الوجه. يحتوي الجنس على الأنواع التالية:
- Apagomera aereiventris (Tippmann, 1960)
- Apagomera bravoi Galileo & Martins, 2009
- Apagomera jaguarari Galileo & Martins, 1998
- Apagomera seclusa Lane, 1965
- اباغوميرا تيبيتينا Galileo & Martins, 1998
- Apagomera triangularis (Germar, 1824)